# Oorlogsmonument Bathmen

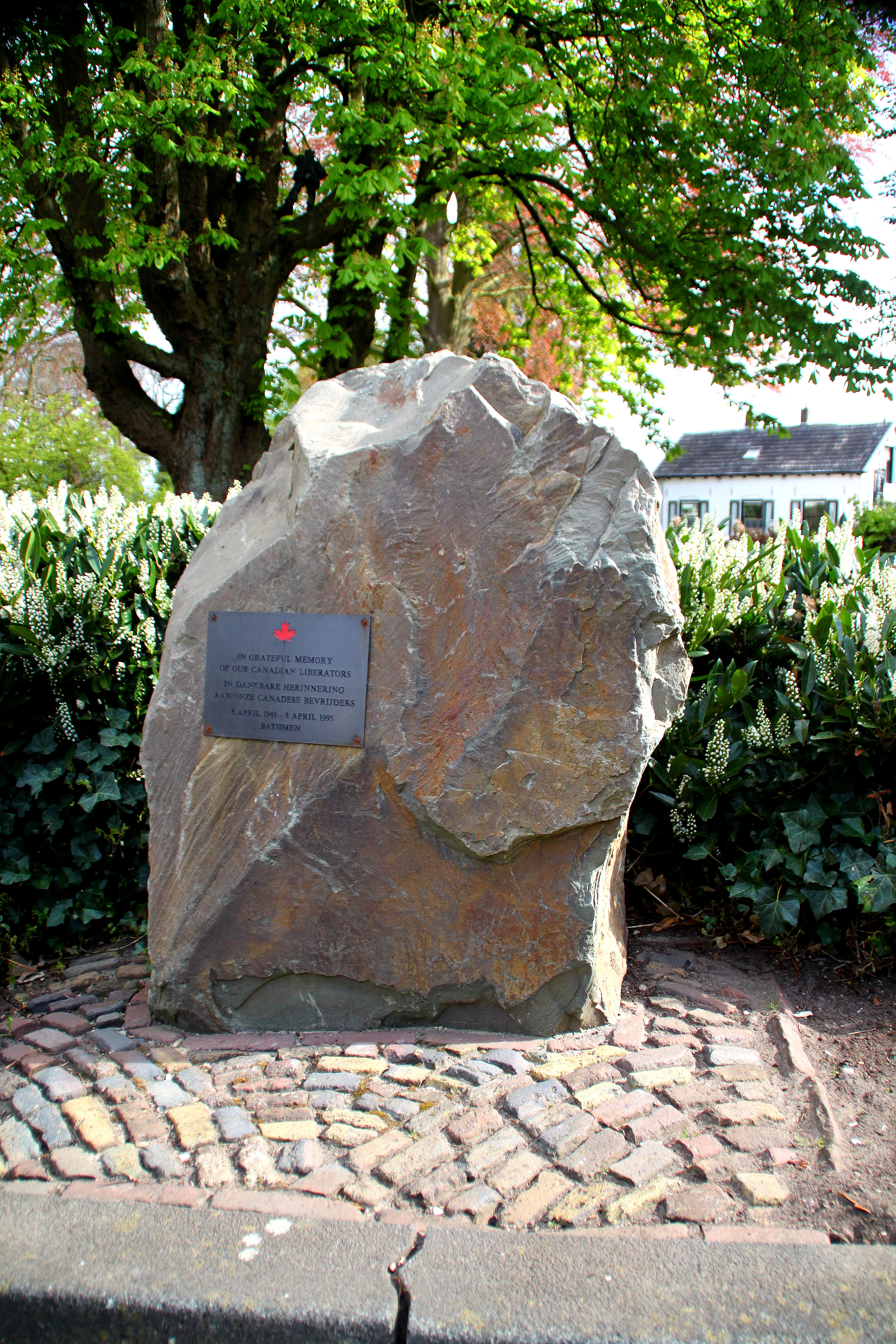
Oorlogsmonument Bathmen

Het oorlogsmonument in Bathmen aan het Kerkplein (gemeente Deventer) draagt geen specifieke naam. Het is opgericht ter nagedachtenis aan achttien burgers uit Bathmen die in de Tweede Wereldoorlog zijn omgekomen. Het monument is op 4 mei 1964 onthuld door de toenmalige burgemeester P.W. Bazen. 

## Vormgeving
Het monument bestaat uit een bakstenen, gemetselde muur van 1 meter 30 hoog en 2 meter breed, met daarop een marmeren plaat met de volgende inscriptie en wordt ondertekend met een citaat uit Jesaja hoofdstuk 49, uit het Oude Testament.

## Locatie
Aan de rechterkant naast dit monument is op 8 april 1995 nog een ander monument geplaatst en onthuld door de toenmalige burgemeester J. Weterink ter gelegenheid van de 50ste herdenking van de bevrijding, genaamd het ‘Monument voor Canadese Militairen’. Dit bestaat uit een zwerfkei met een ijzeren gedenkplaat, die de inwoners van Bathmen moet herinneren aan de bevrijding op 8 april 1945 door het Canadese leger. Aan de overkant van de monumenten aan het Kerkplein, aan de Deventerweg, bevinden zich elf ‘Commonwealth’ oorlogsgraven, waar ieder jaar op 4 mei een herdenking plaatsvindt. 

## Herdachte slachtoffers
Het oorlogsmonument Bathmen herdenkt zowel Joodse slachtoffers, die te herkennen zijn aan de Joodse achternamen, als Bathmense burgers die zijn omgekomen in de Indonesische Onafhankelijkheidsoorlog (1945-1949). Er wordt geen onderscheid gemaakt tussen soldaten, burgerslachtoffers of gedeporteerden.